# Le Chien des Baskerville
Pour les articles homonymes, voir Le Chien des Baskerville (homonymie).
Le Chien des Baskerville (The Hound of the Baskervilles) est un roman policier écossais de Sir Arthur Conan Doyle, prépublié en feuilleton d'août 1901 à avril 1902 dans The Strand Magazine.
Le célèbre détective Sherlock Holmes effectue avec ce roman son grand retour éditorial après sa mort présumée dans Le Dernier Problème, publié huit ans plus tôt. Toutefois, il n'y a pas de continuité avec les récits précédents, l'auteur situant cette histoire hors de la chronologie établie jusque-là.
Le Chien des Baskerville est l'une des plus célèbres aventures de Sherlock Holmes, qui y apparaît pourtant relativement peu, le docteur Watson étant exceptionnellement le protagoniste de la plus grande partie du récit. L'histoire est particulièrement appréciée pour sa tonalité fantastique, tout en restant dans le cadre cartésien habituel des enquêtes de Holmes.
Elle a fait l'objet de nombreuses adaptations cinématographiques, télévisuelles et radiophoniques. La plus célèbre est le film de 1959 réalisé par Terence Fisher et mettant en scène Peter Cushing, André Morell et Christopher Lee. La plus récente est l'épisode  (librement adapté) Les Chiens de Baskerville de la série télévisée britannique Sherlock.

## Résumé

### Contexte
Dartmoor, dans le sud-ouest de l'Angleterre. Selon une légende vieille de plusieurs siècles, un chien démoniaque crachant du feu de sa gueule géante pourchasserait les membres de la famille Baskerville. Lorsque Sir Charles décède dans des circonstances troubles, Sherlock Holmes et le docteur Watson enquêtent. Ils doivent protéger le dernier descendant de la famille, Sir Henry, revenu du Canada pour hériter du domaine familial.

### Intrigue
Le docteur Mortimer rend visite à Sherlock Holmes et son ami le docteur Watson pour leur expliquer les circonstances étranges de la mort de son ami et patient, Sir Charles Baskerville. Le vieil homme au cœur fragile a succombé à une attaque cardiaque après une courte promenade nocturne dans les jardins du manoir, qui donnent sur la lande brumeuse du Devonshire. Mortimer raconte à Holmes une légende vieille de plusieurs siècles qui court sur cette famille. Il lui montre un manuscrit daté de 1742 rapportant que Hugo Baskerville, un ancêtre cruel, aurait été égorgé par un chien démoniaque après avoir tenté de violer une jeune paysanne. Ce chien rôderait toujours sur la lande à la recherche des descendants des Baskerville. 
Holmes reste sceptique sur l'aspect surnaturel de l’enquête, mais les faits le passionnent. Mortimer lui annonce que le dernier héritier des Baskerville, Sir Henry, neveu de Charles, arrive depuis le Canada pour hériter du domaine familial. Sir Henry est un homme d'une trentaine d'années, aventureux, énergique et volontaire, destiné à poursuivre les bonnes œuvres de son oncle. Mais connaissant le destin funeste des membres de cette famille, Mortimer hésite à emmener le jeune homme sur la lande !
Après quelques péripéties à Londres, Holmes et Watson sont certains qu'une influence humaine est bien réelle et présente dans cette affaire. Mais qui pourrait en vouloir ainsi à la famille Baskerville ? Holmes abandonne soudainement l'enquête, prétextant des affaires plus importantes à régler, et demande à son ami de protéger Sir Henry à Dartmoor, une région de brouillard et de tourbières meurtrières. Commence alors une aventure qui va mobiliser toutes les capacités d'analyse de nos héros.

## Genèse du roman

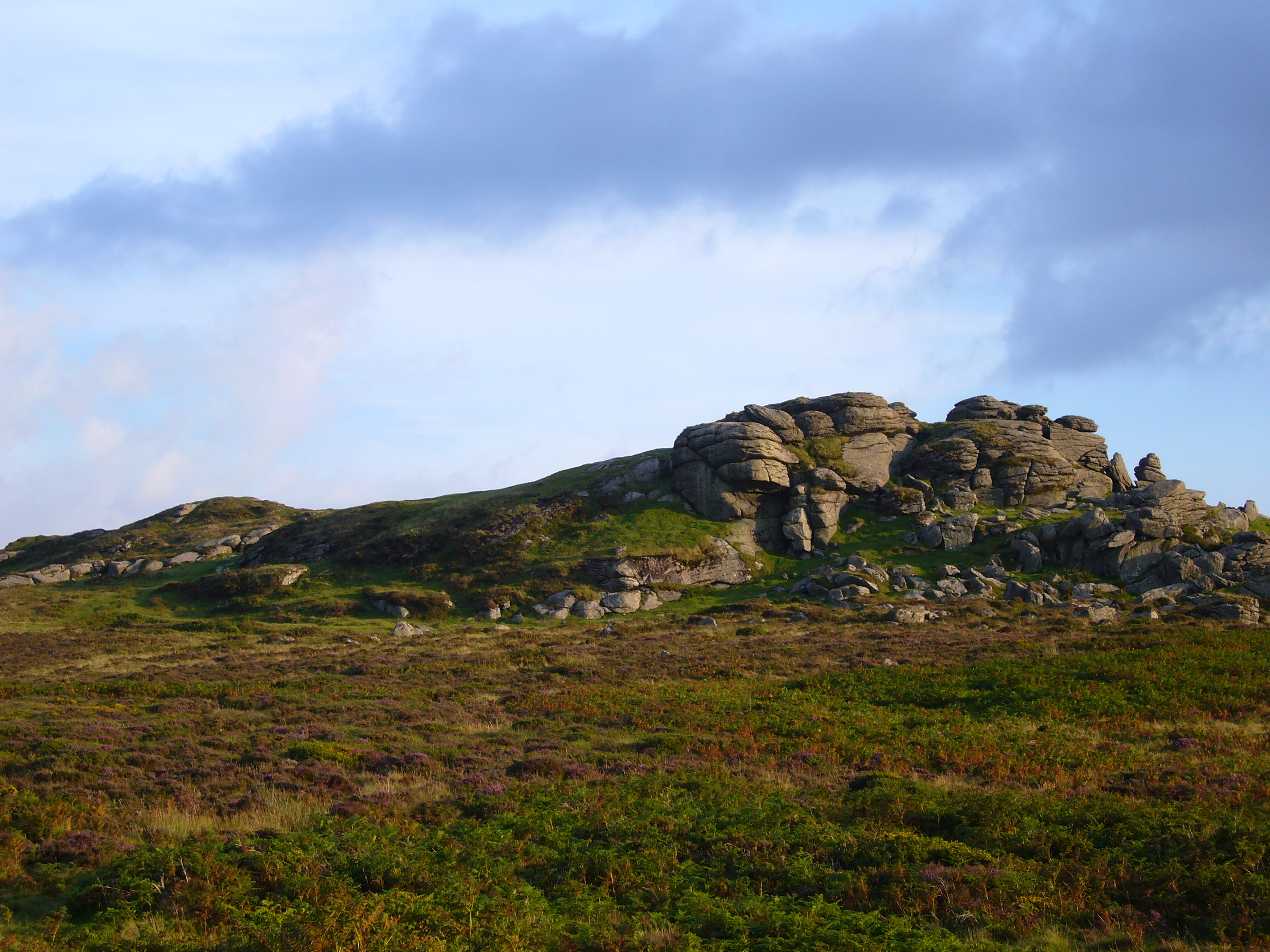
Parc national de Dartmoor.

Sir Arthur Conan Doyle n'a plus écrit d'aventures de Sherlock Holmes, son personnage phare, depuis près d'une décennie. Le détective est censé avoir péri noyé dans les chutes du Reichenbach après un duel avec le professeur Moriarty, dans la nouvelle Le Dernier Problème. L'auteur finit par céder à la demande des nombreux lecteurs voulant de nouvelles aventures du célèbre détective. Toutefois, il considère Le Chien des Baskerville comme une intrigue se situant hors de la chronologie. La survie de Holmes ne sera expliquée qu'en 1903, dans la nouvelle La Maison vide.
Sir Conan Doyle visite le Dartmoor en juin 1901. « C’est un bel endroit, très triste et sauvage, parsemé d’habitations préhistoriques, d’étranges monolithes, d’abris et de tombes », écrit l'auteur à sa mère. Il est également influencé par la légende des chiens fantômes (black dogs) du folklore britannique. Ces spectres de forme animale sont associés d'une façon ou d'une autre au Diable. L'idée de la malédiction des Baskerville lui aurait été donnée par Bertram Fletcher Robinson, un ami journaliste originaire du Devon qui lui aurait relaté la légende d'un certain Richard Cabell III, un tyran qui aurait vendu son âme aux forces du mal et assassiné sa femme. Sa tombe, scellée par les villageois, peut être visitée à Buckfastleigh. Le nom de Baskerville est d'ailleurs inspiré du cocher des Robinson, Harry Baskerville,.
Le Chien des Baskerville est devenu l'œuvre la plus célèbre du canon holmésien, bien que Holmes soit absent d'une grande partie du récit, au profit du docteur Watson qui reste seul à mener l'enquête pendant plusieurs chapitres.

## Adaptations
Le Chien des Baskerville a connu plus d'une vingtaine d'adaptations, plus ou moins fidèles, au cinéma et à la télévision. Des acteurs aussi différents que Basil Rathbone, Peter Cushing, Stewart Granger, Tom Baker, Ian Richardson, Jeremy Brett, ou encore Richard Roxburgh, ont prêté leurs traits à Sherlock Holmes.
Dans le roman, le chien est un molosse recouvert d'une colle chimique pour lui donner une apparence fantastique (« Sa gueule soufflait du feu ; ses prunelles luisaient comme des charbons ardents ; autour de ses babines et de ses crocs vacillaient des flammes »). La majorité des adaptations fait l'impasse sur cet artifice phosphorescent, souvent par manque de budget, et préfère montrer la bête comme un simple chien agressif, ce qui diminue beaucoup son impact sur l'histoire (dans l'adaptation de Terence Fisher, le chien est, par exemple, un grand danois affublé d'un masque).

### Cinéma
| Année | Titre                         | Pays                 | Réalisateur     | Holmes            | Watson          | IMDb |
| ----- | ----------------------------- | -------------------- | --------------- | ----------------- | --------------- | ---- |
| 1914  | Der Hund von Baskerville      | Empire allemand      | Rudolf Meinert  | Alwin Neuß        | (inconnu)       | Lien |
| 1921  | The Hound of the Baskervilles | Royaume-Uni          | Maurice Elvey   | Eille Norwood     | Hubert Willis   | Lien |
| 1929  | Der Hund von Baskerville      | République de Weimar | Richard Oswald  | Carlyle Blackwell | George Seroff   | Lien |
| 1932  | The Hound of the Baskervilles | Royaume-Uni          | Gareth Gundrey  | Robert Rendel     | Frederick Lloyd | Lien |
| 1937  | Der Hund von Baskerville      | Reich allemand       | Carl Lamac      | Bruno Güttner     | Fritz Odemar    | Lien |
| 1939  | The Hound of the Baskervilles | États-Unis           | Sidney Lanfield | Basil Rathbone    | Nigel Bruce     | Lien |
| 1959  | The Hound of the Baskervilles | Royaume-Uni          | Terence Fisher  | Peter Cushing     | André Morell    | Lien |
| 1978  | The Hound of the Baskervilles | Royaume-Uni          | Paul Morrissey  | Peter Cook        | Dudley Moore    | Lien |

Le film britannique A Cottage on Dartmoor de 1929 est considéré par certains spécialistes comme une œuvre inspirée du Chien des Baskerville. L'intrigue du film se concentre sur l'histoire d'un évadé de la prison du Dartmoor bénéficiant de l'aide d'un couple habitant dans une maison isolée de la lande, ce qui rappelle le personnage de Selden trouvant l'aide du couple Barrymore au manoir des Baskerville.
En 1962 a été réalisé un film indien de Bollywood intitulé Bees Saal Baad, s'inspirant de l'intrigue du roman sans en être à proprement parler une adaptation. L'intrigue diffère nettement de l'original, les personnages ne correspondent pas au roman, Holmes et Watson sont absents. Le film français Le Loup des Malveneur de Guillaume Radot (1943) s'inspire lui aussi fortement de Le Chien des Baskerville, sans en être une adaptation.

### Télévision
| Année | Titre                                                                                  | Pays                 | Réalisateur                | Holmes               | Watson             | IMDb |
| ----- | -------------------------------------------------------------------------------------- | -------------------- | -------------------------- | -------------------- | ------------------ | ---- |
| 1955  | Der Hund von Baskerville                                                               | Allemagne de l'Ouest | Fritz Umgelter             | Wolf Ackva           | Arnulf Schröder    | Lien |
| 1968  | The Hound of the Baskervilles En deux parties, épisode de la série télévisée de la BBC | Royaume-Uni          | Graham Evans               | Peter Cushing        | Nigel Stock        | Lien |
| 1968  | L'ultimo dei Baskerville En trois parties                                              | Italie               | Guglielmo Morandi          | Nando Gazzolo        | Gianni Bonagura    | Lien |
| 1971  | Собака Баскервилей (Le Chien des Baskerville) En deux parties                          | Union soviétique     | A. F. Zinovieva            | Nikolay Volkov       | Lev Krugliy        | Lien |
| 1972  | The Hound of the Baskervilles                                                          | États-Unis           | Barry Crane                | Stewart Granger      | Bernard Fox        | Lien |
| 1974  | Le Chien des Baskerville                                                               | France               | Georges Folgoas            | Raymond Gérôme       | André Haber        | Lien |
| 1981  | Собака Баскервилей (Le Chien des Baskerville) En deux parties                          | Union soviétique     | Igor Maslennikov           | Vassili Livanov      | Vitali Solomine    | Lien |
| 1982  | The Hound of the Baskervilles                                                          | Royaume-Uni          | Peter Duguid               | Tom Baker            | Terence Rigby      | Lien |
| 1983  | The Hound of the Baskervilles                                                          | Royaume-Uni          | Douglas Hickox             | Ian Richardson       | Donald Churchill   | Lien |
| 1983  | Sherlock Holmes and the Baskerville Curse Dessin animé                                 | Australie            | Ian McKenzie Alex Nicholas | Peter O'Toole (voix) | Earle Cross (voix) | Lien |
| 1988  | Le Chien des Baskerville                                                               | Royaume-Uni          | Brian Mills                | Jeremy Brett         | Edward Hardwicke   | Lien |
| 2000  | The Hound of the Baskervilles                                                          | Canada               | Rodney Gibbons             | Matt Frewer          | Kenneth Welsh      | Lien |
| 2002  | The Hound of the Baskervilles                                                          | Royaume-Uni          | David Attwood              | Richard Roxburgh     | Ian Hart           | Lien |
| 2011  | Les Chiens de Baskerville                                                              | Royaume-Uni          | Paul McGuigan              | Benedict Cumberbatch | Martin Freeman     | Lien |
| 2016  | Les Chiens de guerre                                                                   | États-Unis           | Ron Fortunato              | Jonny Lee Miller     | Lucy Liu           | Lien |

### Radio
À la radio, Le Chien des Baskerville a été adapté en 1998 par la BBC Radio Broadcasting (Royaume-Uni), avec les voix de Clive Merrison (en) pour Holmes et Michael Williams (acteur) (en) pour Watson.
En 2018, sur ses ondes, la BBC diffuse une nouvelle interprétation du texte, dans laquelle jouent notamment Judi Dench et Donald Sinden.

### Jeux vidéo
Le Chien des Baskerville a connu deux adaptations en jeux vidéo. The Hound of the Baskervilles est un jeu vidéo d'aventure édité par On-Line Entertainment en 1991 sur Amiga CDTV et porté sous DOS en 1993. Il ne s'agit pas véritablement d'un jeu vidéo car aucune interaction véritablement ludique n'est présente, le joueur peut uniquement lire des extraits du roman (en anglais) accompagnés d'images illustrant certaines scènes. Une voix préenregistrée du docteur Watson peut aussi lire les extraits du roman.
En 2010-2011, Frogwares a sorti Le Chien des Baskerville, un jeu de type casual inspiré du roman de Conan Doyle, mais s'éloignant nettement de l'intrigue d'origine.
En 2015, Capcom a sorti sur 3DS le jeu Dai Gyakuten Saiban: Naruhodō Ryūnosuke no Bōken, un jeu d'enquête dans lequel apparaît Sherlock Holmes. Le manuscrit du Chien des Baskerville, rédigé par la fille du docteur Watson est au cœur d'un des mystères à résoudre.

### Livre-jeu
La Malédiction des Baskerville (2015), adaptation parodique en livre dont vous êtes le héros. Le lecteur peut vivre l'aventure du point de vue du détective, ou au contraire du point de vue du chien des Baskerville.

### Bandes dessinées
- Le Chien des Baskerville, sur un scénario de Ian Edginton et des dessins de I. N. J. Culbard (Akileos, 2010) ;
- Les Aventures illustrées de Sherlock Holmes, de Ian Edginton (scénario) et de I. N. J. Culbard (Akileos, 2015) : intégrale de l'adaptation en BD des quatre romans Une étude en rouge, Le Signe des quatre, Le Chien des Baskerville et La Vallée de la peur. ;
- Le Chien des Baskerville de André-Paul Duchâteau et Stibane, Lefrancq, 1991 ;
- Le Chien des Basketville de René Pétillon, Albin Michel, 1984 ;
- Retour à Baskerville Hall de Frédéric Marniquet et Philippe Chanoinat, éditions 12bis, 2011 ;
- Le chien de Balkenheim, dans Sherlok de Max et Graffica, PointBar, 2010 ;
- Dans la saga La jeunesse de Picsou de Keno Don Rosa, la famille ennemie et voisine du clan Mac Picsou en Écosse s'appelle Biskerville. On découvre dans le premier épisode que les Biskerville ont chassé les Mac Picsou de leurs terres en 1675 en les terrorisant à l'aide d'un costume de chien anthropomorphique monstrueux.
- Dans le manga Hellsing de Hirano Kota, le chien des Baskerville est un monstre contenu dans le sang du personnage principal, le vampire Alucard.
- Dans le manga Pandora Hearts de Jun Mochizuki, Baskerville est employé comme nom de famille pour certains personnages clés.
- The Hound of the Baskervilles de Martin Powell et Jamie Chase, Dark Horse Comics, 2013.

### Théâtre
- Le Chien des Baskerville, adaptation de Jean Marcillac, mis en scène par Raymond Gérôme pour l'émission Au théâtre ce soir en 1974
- Sherlock Holmes et le chien des Baskerville, mis en scène par Frédéric Bélanger en 2012
- Le Chien des Baskerville, adaptation de Jean Marcillac, mis en scène par Jean-Luc Revol en 2013.
- Sherlock Holmes et le Chien des Baskerville, spectacle musical, mis en scène par Ned Grujic en 2020 à l'Espace Paris Plaine.

En 2012, le roman est adapté sur scène avec fidélité par le dramaturge Clive Francis : la pièce s'intitule The Hound of the Baskervilles et ne comporte que quatre acteurs interprétant chacun plusieurs personnages.
Le roman fait également l'objet de plusieurs adaptations théâtrales humoristiques ou parodiques en langue anglaise. En 2012, les dramaturges britanniques Steven Canny et John Nicholson mettent en scène la pièce The Hound of the Baskervilles dans laquelle seuls trois acteurs interprètent au total une douzaine de personnages différents. En 2013, la pièce Ha ha Holmes! The Hound of the Baskervilles se déroule dans un registre parodique avec l'acteur Joe Pasquale dans le rôle de Sherlock Holmes, Ben Langley dans le rôle de Watson et Andrew Fettes dans le rôle de tous les autres personnages. En 2014, Andrew Loudon écrit la pièce The Hound of the Baskervilles pour la compagnie française « Théâtre en anglais », représentée dans différentes villes de France jusqu'en avril 2015. La pièce humoristique Baskerville: A Sherlock Holmes Mystery (en), écrite par le dramaturge américain Ken Ludwig et créée en 2015, met en scène cinq acteurs interprétant au total plus de quarante personnages. En 2018, une pièce intitulée The Hound of the Baskervilles est créée en Angleterre dans le même registre humoristique avec seulement deux acteurs interprétant les rôles de Sherlock Holmes et du Dr Jane Watson.

## Postérité
Le nom de Baskerville a été donné par Umberto Eco au personnage principal de son roman Le Nom de la rose, en référence à Sherlock Holmes, par l'intermédiaire du personnage du roman Le Chien des Baskerville.

## Livre audio en français
- Arthur Conan Doyle, Le Chien des Baskerville [« The Hound of the Baskervilles »], Paris, La Compagnie du Savoir, coll. « Les enquêtes de Sherlock Holmes », 2011 (EAN 3661585293354, BNF 42478524)Narrateur : Cyril Deguillen ; support : 1 disque compact audio ; durée : 6 h 54 min environ ; référence éditeur : La Compagnie du Savoir CDS117. Le nom du traducteur n'est pas indiqué.